# Unterer Grindelwaldgletscher

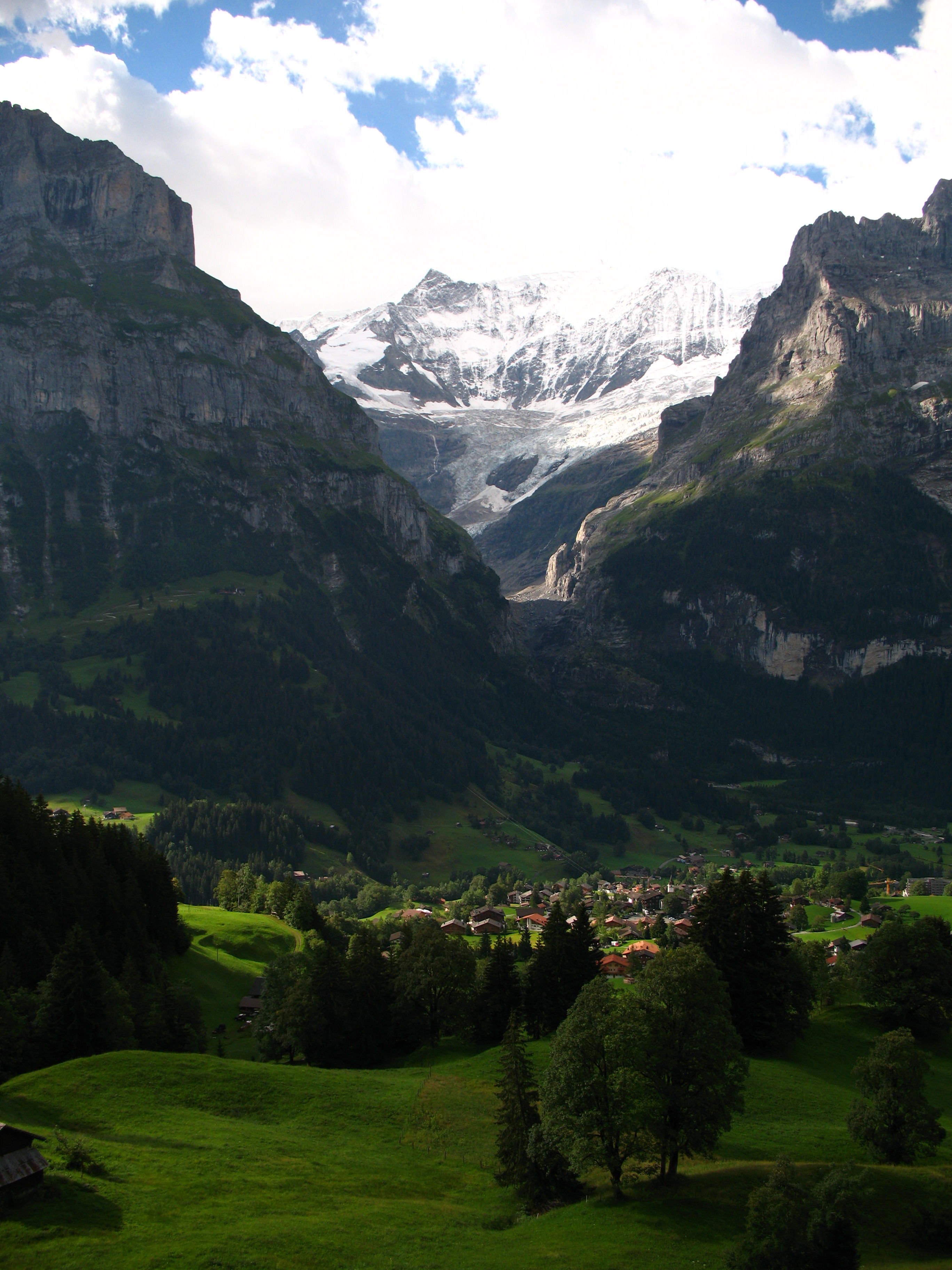
Unterer Grindelwaldgletscher

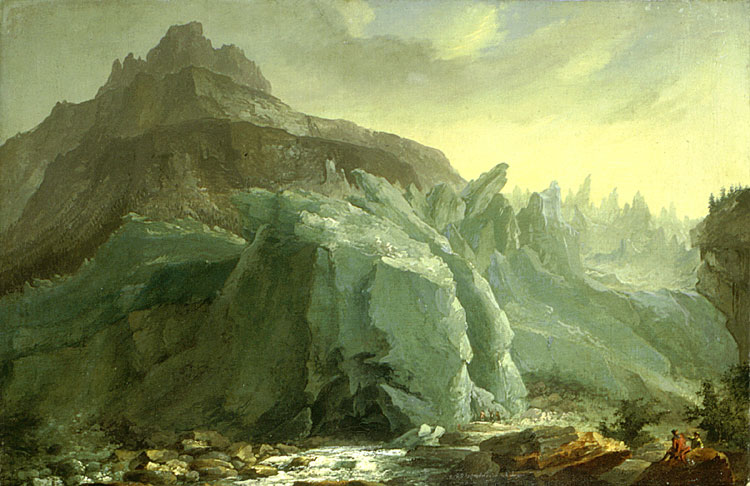
Caspar Wolf: Unterer Grindelwaldgletscher (1774)

Unterer Grindelwaldgletscher – lodowiec o powierzchni 20,8 km² (1973 r.).
Lodowiec położony jest w na północ od miejscowości Grindelwald w Alpach Berneńskich w kantonie Berno w Szwajcarii.